# Genua (Segel)

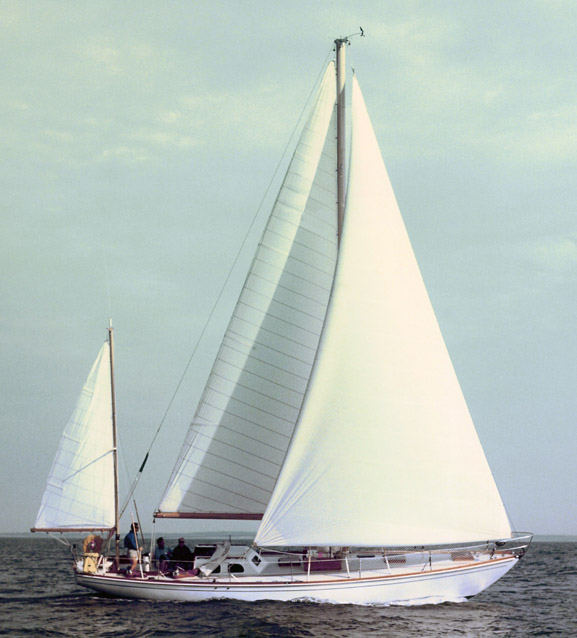
Genua (vorderes Segel, im Bild rechts) bei einer yawlgetakelten Segelyacht

Als Genua wird ein vergrößertes, anstelle der normalen Fock gesetztes Stagsegel auf Segelbooten und Segelyachten bezeichnet. Die Genua überlappt im Gegensatz zur Fock den Mast, das heißt, das Schothorn befindet sich hinter dem Mast. Bei vielen Segelboottypen ist die Segelfläche der Genua größer als die des Großsegels. Die Genua wird bei leichten bis mäßigen Winden gefahren. Der Vorteil der größeren Segelfläche gegenüber der Fock bringt aber auch einen Nachteil mit sich: Segelmanöver unter Genua können umständlicher sein, da sich das Schothorn am Mast oder seinen Beschlägen verfangen kann, insbesondere wenn noch ein Baby- oder Kutterstag vorhanden ist. 
Ebenso wie eine normale Fock kann auch die Genua mittels einer Rollreffanlage in ihrer Segelfläche verkleinert oder vollständig geborgen werden. Dieses sogenannte Rollreffen hat jedoch den Nachteil, dass das Segelprofil beim Reffen verloren geht. Dem kann durch das Einnähen von Profilschaum in das Vorliek in gewissen Grenzen entgegengewirkt werden. (sogenanntes Schaumvorliek)
Die Genua wird üblicherweise in drei Größen gefahren, dabei variiert das Segelprofil und die Überlappung. Die Überlappung gibt die Länge des Unterlieks im Verhältnis zum Abstand zwischen Mast und Anschlagspunkt des Vorstags (J Maß) an.
- Genua I für leichte Winde 1–2 Bft, ca. 150 %
- Genua II für stärkere Winde 3 – 4 Bft, ca. 135 %
- Genua III für Winde zwischen 4 und 5 Bft, ca. 105 %

Dabei werden mit zunehmendem Wind die Profile immer flacher. Ideal für Fahrtensegler ist somit eine Genua II auf der Rollanlage, um einen möglichst großen Windbereich abdecken zu können. Die Vorstagslänge wird heute aufgrund der aerodynamischen Vorteile immer vollständig ausgenutzt. Insbesondere bei der Genua III führt das zu hohen Streckungsverhältnissen (high Aspect), was aber durch die Verwendung moderner Segeltücher kein Problem darstellt. 
Der Name des Segels kommt von einer 1927 in Genua ausgetragenen Regatta der 6-Meter-Rennyachten, wo es erstmals von Sven Salén, einem schwedischen Segler, gesetzt wurde. Früher wurde die Genua zur Unterscheidung vom bauchiger geschnittenen Raumballon auch als Kreuzballon bezeichnet.

Fock (grün) im Vergleich zur Genua (blau)